# Крини (дем Неа Пропонтида)
Вижте пояснителната страница за други значения на Крини.
Крѝни (на гръцки: Κρήνη) е село в Егейска Македония, Гърция, в дем Неа Пропонтида, административна област Централна Македония. Крини има население от 497 души (2001).

## География
Крини е разположено в западния край на Халкидическия полуостров.

## История
В XIX век Крини е село в каза Касандра на Османската империя. Александър Синве („Les Grecs de l’Empire Ottoman. Etude Statistique et Ethnographique“) в 1878 година пише, че в Крини (Krini), Касандрийска епархия, живеят 360 гърци.
В 1912 година, по време на Балканската война, в Крини влизат гръцки части и след Междусъюзническата война в 1913 година остава в Гърция.
| Име    | Име     | Ново име  | Ново име   | Описание |
| ------ | ------- | --------- | ---------- | -------- |
| Цакара | Τσακάρα | Гурнорема | Γουρνόρεμα |          |